# Montboudif
Montboudif är en kommun i departementet Cantal i regionen Auvergne-Rhône-Alpes i mitten av Frankrike. Kommunen ligger  i kantonen Condat som ligger i arrondissementet Saint-Flour. År 2022 hade Montboudif 163 invånare.

## Befolkningsutveckling
Antalet invånare i kommunen Montboudif
Referens:INSEE